# Matamala (Segovia)
Matamala es una localidad perteneciente al municipio de Matabuena, en la provincia de Segovia, comunidad autónoma de Castilla y León, España.

## Historia
Existen evidencias de poblaciones en la zona durante el Neolítico y Paleolítico ya que en Matabuena se sitúa la Cueva de la Fuente Buena, descubierta en 2003 y de importante valor arqueológico.
El territorio es repoblado durante la Reconquista por la Comunidad de Villa y Tierra de Pedraza, quedando encuadrado dentro de esta.
Su nombre significa bosque productor leña pequeño o de mala calidad, en contraposición de Matabuena que sería grande o de buena calidad. Puedo haber sido repoblado por burgaleses, pues en esta provincia existe la población de Villanueva-Matamala, de la que pudieron provenir.
Es tradicionalmente un barrio Matabuena, de mayor tamaño.En la actualidad es la Asociación ErRoble la principal impulsora de iniciativas en el pueblo y aboga también por mayor autogestión del núcleo.

## Geografía

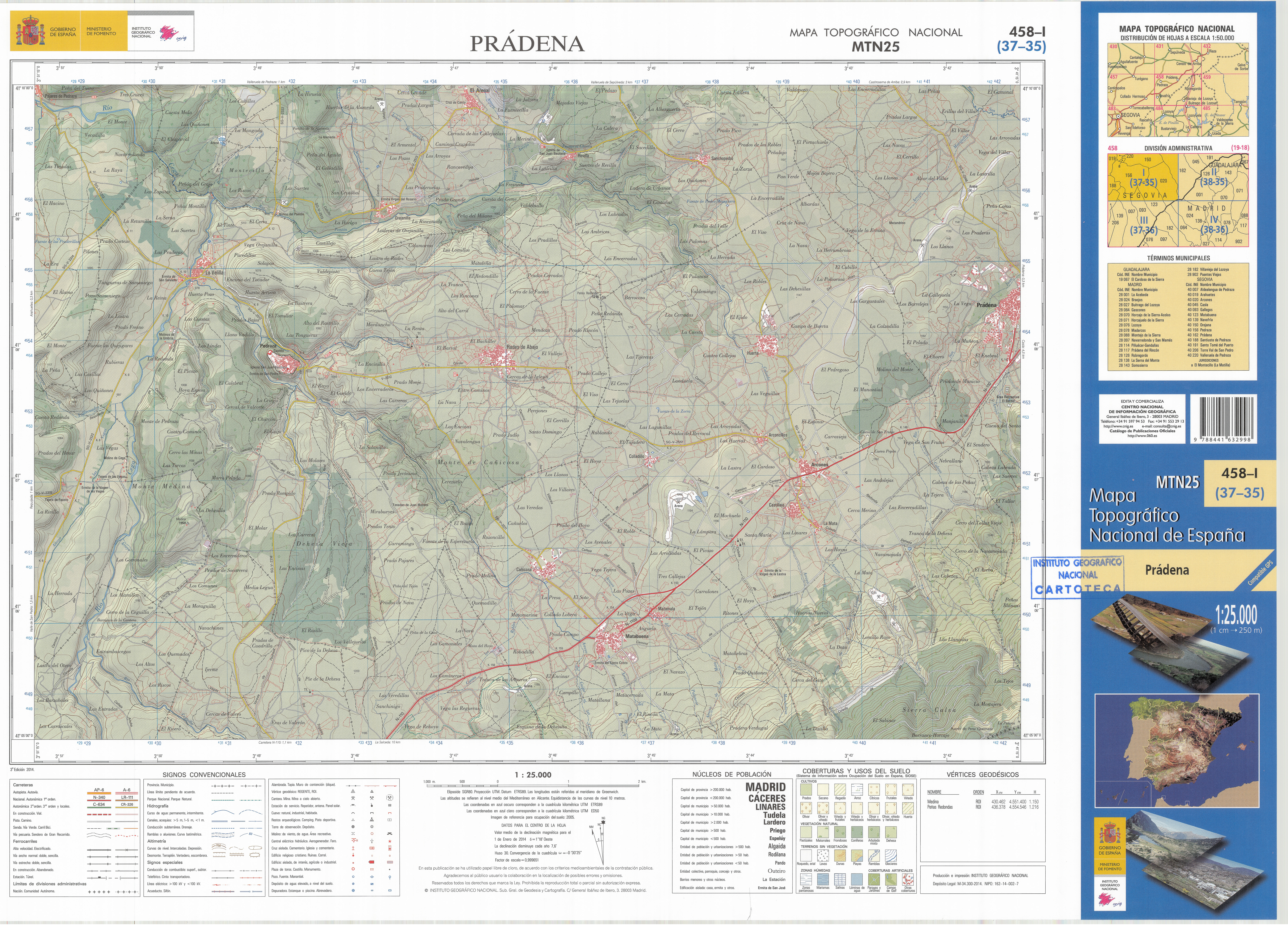
Fragmento de la hoja 458 del Mapa Topográfico Nacional de España de 2014 en el que se representa parte de Matamala

Enclavada en la falda de la Sierra de Guadarrama, está circunvalada en las proximidades por la carretera N-110, que la conecta con Segovia capital a 33 km y la A-1, y es atravesada por la N-110a, la carretera antigua.
Dista 0,4 km de Matabuena, en buena medida físicamente unida por una de sus calles y 1,4 km de Cañicosa, núcleo también parte del municipio que está ubicado al otro lado de la N-110.
Por la localidad fluye el arroyo del Palancar (o río de la Vega).

## Demografía
| 109              | 24 | 15 | 15 | 14 | 16 | 19 | 20 | 24 | 18 | 14 | 14 | 11 | 9 |
| (Fuente: INE y ) |    |    |    |    |    |    |    |    |    |    |    |    |   |

## Patrimonio
- Museo del Molino, dedicada a la explicación del proceso de elaboración del pan desde la molienda del grano, amasado y cocido en un horno tradicional. Cuenta además con varios organillos recuperados y relojes de madera de enebro realizados por el antiguo propietario del molino. Fue inaugurado en 2002
- Ermita de Santa Bárbara, de San Juan o San Esteban. No se conoce con exactitud su consagración. En sus alrededores existen vestigios de otras ermitas y de poblados existentes en el pasado.
- Antigua fuente que data de 1934 y aprovecha las aguas procedentes del prado de las Fuentecillas.
- Cañada Real Soriana Occidental, conocida en la provincia como Cañada de la Vera de la Sierra. Trascurre a escasos metros del núcleo dejando como herencia un fuerte vinculación local a la ganadería trashumante.[9][10][5][8]

## Fiestas
- Semana Cultural, la penúltima semana de agosto, cuenta con actividades culturales, de ocio, deportivas y un mercado artesano. Está organizada por la organizada por la Asociación ErRoble, quien también aboga por más autogestión de la pedanía.[11]